# Halenia aquilegiella
Halenia aquilegiella là một loài thực vật có hoa trong họ Long đởm. Loài này được Standl. mô tả khoa học đầu tiên năm 1938.